# Килини (Илия)
 Тази статия е за градът в Гърция.  За за предградието на Дъблин със същото име вижте Килини.  
Килини (на гръцки: Κυλλήνη) е пристанищен град в западната част на област Илия, на полуостров Пелопонес, Гърция.

## География
Килини се намира на брега на Йонийско море в близост до нос Килини, на запад от град Лехена и на около 40 km. северозападно от Пиргос. Градът е с площ от 4.75 km² и с надморска височина от 5 m. Килини е основно пристанище в Елида и е свързан с ферибот с островите Закинтос и Кефалония. Според преброяването от 2011 г., населението му е 631 души.